# Cichla ocellaris
El pavón o tucunaré (Cichla ocellaris)  es una especie  de pez de la familia Cichlidae.

## Nombres comunes
Pavón, pavón tres estrellas, pavón mariposa, tucunare (del tupí-guaraní “tucun”, «árbol» y “are”, «amigo»), sargento (España y Panamá). 

## Alimentación
Presas vivas: peces, camarones, lombrices, insectos, etc., fundamentalmente son piscívoro
comúnmente atacan ranas, lagartijas e iguanas, por eso son muy apetecidos en la captura con señuelos de superficie ya a su ataque brutal que realiza al momento de su cacería...

## Origen y distribución
Cuenca de los ríos Orinoco, Amazonas y afluentes; en Venezuela, Brasil, Colombia, Bolivia, Perú, Ecuador y Panamá (Lago Gatún y cuenca del Canal).

## Cinco especies
Hay cinco especies conocidas de "pavón". 
- Cichla temensis
- Cichla ocellaris
- Cichla intermedia
- Cichla orinocensis
- Cichla monoculus

Hay muchísimos nombres comunes para estos peces, en Brasil. El más popular es tucunaré. En castellano  pavόn. 
Aunque la ciencia conoce solo cinco especies, algunos ictiólogos creen que hasta hay 12 en lagos y ríos de  agua dulce de Sudamérica. 
La IUCN jamás investigó el estatus de conservación de ninguna especie de pavón. Por eso no aparece en ninguna Lista Roja de la IUCN.

## Descripción
- Tamaño: 45 a 75 y aún 100 cm (en la naturaleza)
- Peso: 13 a 15 kg (en la naturaleza) el récord mundial es un ejemplar capturado en Brasil por Andrea Zaccherini,  pescador brasileño, propietario de los barcos del Hoteles Angatú, quien capturó un monstruoso ejemplar de Tucunaré Açu (Cichla temensis), en el Río Negro, de 13,190 gramos (29,4 lbs), a día de hoy se puede decir, que está siendo revisado por los miembros IGFA, para homologar tan increíble récord[3]   1. ↑  «Origin of Invasive Fish Species, Peacock Bass Cichla Species in Lake Telabak» (PDF). Egyptian Journal of Aquatic Biology & Fisheries (en inglés). 2020. Consultado el 25 de julio de 2022.
  2. ↑  «Tucunaré». Dicionário Ilustrado Tupi Guarani (en portugués de Brasil). 19 de marzo de 2015. Consultado el 25 de julio de 2022.
  3. ↑  Record Tucunaré Açu, logrado por Andrea Zaccherini.
- Temperamento: pez sumamente inteligente y agresivo (en la pesca con caña y cebo artificial es capaz de atacar a un señuelo que lo duplique en tamaño), es territorialista, protege a la hembra y a las crías las cuales introducen en su boca en caso de algún peligro
- Tamaño mínimo del acuario: 200 L (preferentemente 400 L; calcular 10 L por cada 3 cm de longitud del pez)
- Temperatura: 26 - 28 °C
- Condiciones del agua: pH = 6,5 a 7,0  DH: 6 a 8
- Hábitos: gran depredador, en acuarios hay que mantenerlos con peces más grandes que ellos (a veces ni los toleran). Es preferible colocar a una pareja sola por acuario.

- Espectacular pez, es capaz de decorar él solo un acuario (en cualquiera de sus variedades). La coloración varía según el estado anímico que tenga el animal y es muy variable según la edad, en los juveniles predominan los tonos grises y en los adultos el verde oliva, el anaranjado, azul, amarillo-dorado, etc. con tres ocelos negros aureolados de amarillo a lo largo del cuerpo y uno más en la base de la aleta caudal (C. ocellaris) a diferencia con el temensis los ocelos del cuerpo se convierten en tres franjas negras conservando el ocelo en la base de la aleta caudal.

El C. nigrolineatus tiene una coloración parecida a los anteriores pero posee una franja negra en forma horizontal a lo largo del cuerpo, conservando también el ocelo en la base de la aleta caudal.
- Decoración del acuario: no colocar plantas ya que las destroza o las saca de la arena. Básicamente la pecera deberá estar decorada con troncos (raíces) sumergidos y rocas; además hay que proporcionarles una buena filtración del agua (según el tamaño del acuario). El agua donde habitan es por lo general extremadamente cristalina y tranquila; aunque es muy común verlos en las uniones de dos ríos y ellos se colocan donde el agua está más revuelta, al acecho de sus presas, para no ser vistos por ellas.

No se han registrado resultados de cría en acuarios; sin embargo, se han sembrado con éxito en muchísimas lagunas, represas y lagos artificiales. Para disminuir la proliferación del Caribe o piraña (Serrasalmus sp.) en Sudamérica y en Florida y Texas para la pesca deportiva con caña.
Aunque este es un artículo de acuariofilia, vale la pena destacar que para los pescadores deportivos de agua dulce este pez, es sin duda el mejor trofeo; su astucia, su valentía y su agresividad, aparte de su exquisita carne lo hacen ser el pez más buscado en Sur América y Norteamérica. Innumerables pescadores de todas partes del mundo vienen al Amazonas Venezolano y Brasileño para pescarlos y devolverlos, hay un sinnúmero de campamentos de pesca a las orillas de los ríos y lagunas donde habitan estos bellos animales, fomentando así un ecoturismo bastante importante en la zona.